# Елізабет (Західна Вірджинія)
Елізабет (англ. Elizabeth) — місто (англ. town) в США, в окрузі Вірт штату Західна Вірджинія. Населення — 724 особи (2020).

## Географія
Елізабет розташований за координатами 39°3′44″ пн. ш. 81°23′50″ зх. д. / 39.06222° пн. ш. 81.39722° зх. д. (39.062276, -81.397266).  За даними Бюро перепису населення США в 2010 році місто мало площу 1,39 км², з яких 1,22 км² — суходіл та 0,16 км² — водойми.

## Демографія
Згідно з переписом 2010 року, у місті мешкали 823 особи в 377 домогосподарствах у складі 228 родин. Густота населення становила 593 особи/км².  Було 437 помешкань (315/км²).
Расовий склад населення:
| - 98,4 % — білих - 0,7 % — азіатів |

До двох чи більше рас належало 0,9 %. Частка іспаномовних становила 0,2 % від усіх жителів.
За віковим діапазоном населення розподілялося таким чином: 22,6 % — особи молодші 18 років, 60,3 % — особи у віці 18—64 років, 17,1 % — особи у віці 65 років та старші. Медіана віку мешканця становила 40,7 року. На 100 осіб жіночої статі у місті припадало 88,8 чоловіків;  на 100 жінок у віці від 18 років та старших — 83,6 чоловіків також старших 18 років.
Середній дохід на одне домашнє господарство  становив 36 946 доларів США (медіана — 31 691), а середній дохід на одну сім'ю — 38 863 долари (медіана — 31 838). Медіана доходів становила 27 315 доларів для чоловіків та 29 000 доларів для жінок. За межею бідності перебувало 38,1 % осіб, у тому числі 69,3 % дітей у віці до 18 років та 5,8 % осіб у віці 65 років та старших.
Цивільне працевлаштоване населення становило 273 особи. Основні галузі зайнятості: освіта, охорона здоров'я та соціальна допомога — 20,9 %, роздрібна торгівля — 16,8 %, виробництво — 15,0 %.